# 蘇氨酸
蘇氨酸（英语：Threonine，简写为Thr或T），又稱酥胺酸或羥丁胺酸，是一種必需的胺基酸，為白色斜方晶系或結晶性粉末，微甜。因結構與苏糖酸相似而得名。主要用於醫藥、化學試劑、營養強化劑，可以強化乳製品，具有消除人體疲勞，促進生長發育的效果。L-蘇氨酸是一種飼料的原料。

## 代谢性疾病
以下代谢性疾病会影响苏氨酸的降解。
- 结合性丙二酸及甲基丙二酸血症 (CMAMMA)
- 甲基丙二酸血症
- 丙酸血症